# Дидорф (Рён)
Дидорф (нем. Diedorf) — община в Германии, в земле Тюрингия. Входит в состав района Вартбург. Подчиняется управлению Оберес Фельдаталь. Население составляет 377 человек (на 31 декабря 2010 года). Занимает площадь 4,75 км².

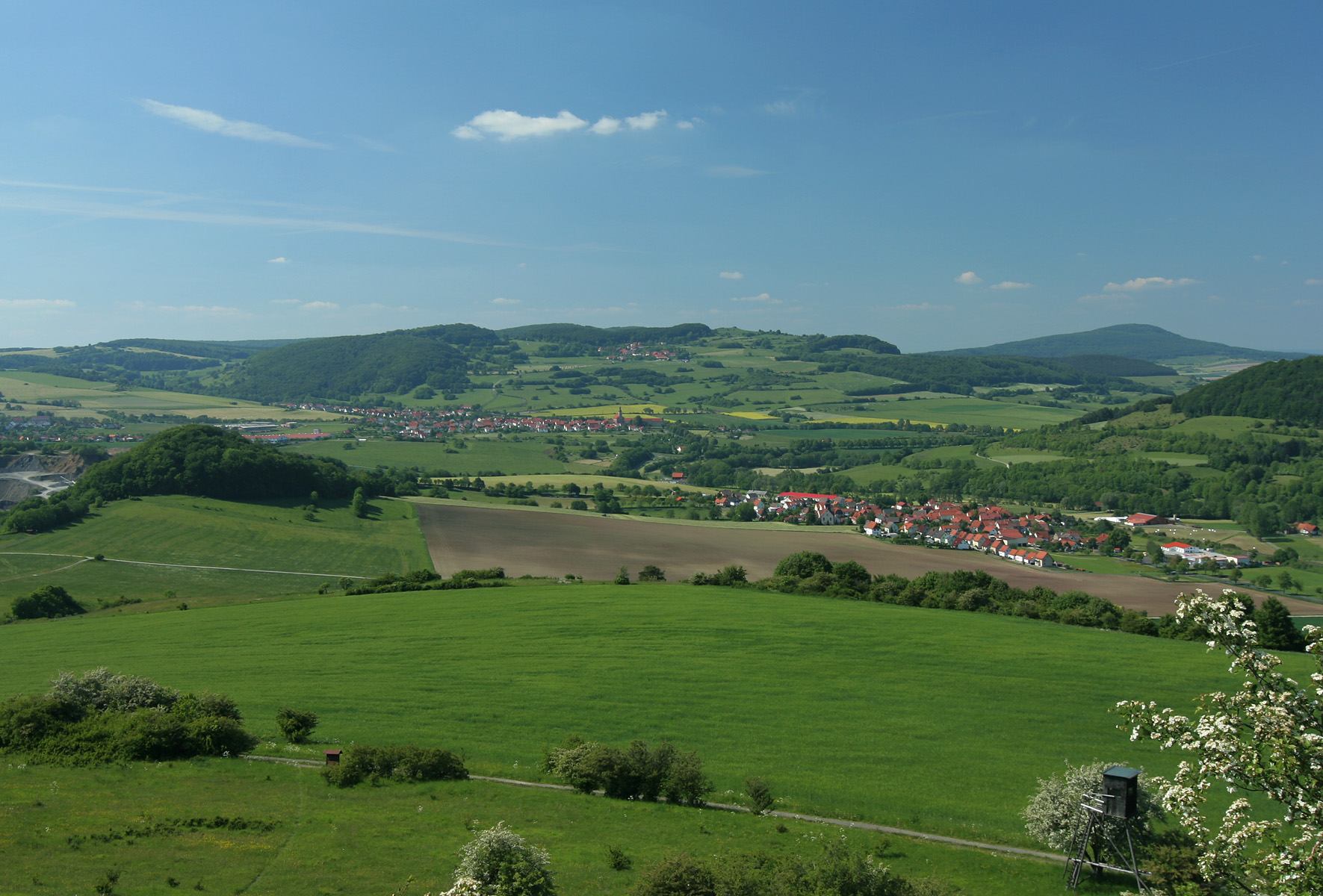